# 아랍에미리트 총리

아랍에미리트의 국장

아랍에미리트 부통령 겸 총리는 아랍에미리트 정부의 부통령 및 총리로, 두바이 토후국의 아미르가 대대로 이 직위를 맡는다. 현 부통령 겸 수상은 무하마드 빈 라시드 알막툼이다. 무하마드는 호주 방문 중 숨진 형 막툼 빈 라시드 알막툼의 뒤를 이어 2006년 2월 11일 수상이 되었다.

## 역대 아랍에미리트의 총리(1971년-현재)
| # | 이름                               | 사진 | 출생일-사망일 | 취임일          | 퇴임일                        |
| - | ---------------------------------- | ---- | ------------- | --------------- | ----------------------------- |
| 1 | 막툼 빈 라시드 알막툼 (1번째 임기) |      | 1943년-2006년 | 1971년 12월 9일 | 1979년 4월 25일               |
| 2 | 라시드 빈 셰드 알막툼              |      | 1912년-1990년 | 1979년 4월 25일 | 1990년 10월 7일 (임기중 사망) |
| 3 | 막툼 빈 라시드 알막툼 (2번째 임기) |      | 1943년-2006년 | 1990년 10월 7일 | 2006년 1월 4일 (임기중 사망)  |
| 4 | 무함마드 빈 라시드 알막툼          |      | 1949년-       | 2006년 1월 11일 | 현재                          |

## 같이 보기
- 아랍에미리트의 대통령